# John A. Alonzo
John A. Alonzo (Dallas, 12 juni 1934 – Brentwood, 13 maart 2001) was een Amerikaans cameraman (director of photography), televisieregisseur en acteur. Voor zijn camerawerk in Chinatown (1974) werd hij genomineerd voor een Oscar en een BAFTA Award.

## Carrière
John Alonzo begon zijn carrière als klusjesman voor WFAA, een tv-zender uit zijn geboortestad Dallas. Hij bouwde er sets en belichtingen en mocht er na verloop van tijd ook jeugd- en kookprogramma's filmen en regisseren. Gedurende de jaren 1950 en '60 was hij werkzaam als fotograaf en acteur. Zo had hij kleine bijrollen in series als Dragnet (1958), Perry Mason (1960) en The Twilight Zone (1961).
Tijdens de opnames van de western The Magnificent Seven (1960), waarin hij Miguel vertolkte, leerde hij cameraman Charles Lang kennen. Het inspireerde hem om uiteindelijk zelf een carrière als cameraman uit te bouwen. Gedurende de jaren 1960 filmde hij verschillende documentaires voor National Geographic.
In de jaren 1970 groeide hij uit tot een van de bekendste cameramannen van New Hollywood. Hij werkte samen met uiteenlopende regisseurs als Roger Corman, Hal Ashby en Roman Polański en filmde onder meer Vanishing Point (1971), Chinatown (1974), Farewell, My Lovely (1975) en Norma Rae (1979). Hij filmde ook enkele bijkomende opnames voor Steven Spielbergs sciencefictionfilm Close Encounters of the Third Kind (1977).
In de daaropvolgende decennia werkte hij mee aan onder meer Scarface (1983), Steel Magnolias (1989) en Star Trek: Generations (1994).
Alonzo overleed in 2001 na een lange ziekte. Hij werd 66 jaar.

## Filmografie

### Als cameraman
| - Bloody Mama (1970) - Vanishing Point (1971) - Harold and Maude (1971) - Get to Know Your Rabbit (1972) - Another Nice Mess (1972) - Sounder (1972) - Lady Sings the Blues (1972) - Pete 'n' Tillie (1972) - The Naked Ape (1973) - Hit! (1973) - Conrack (1974) - Chinatown (1974) - The Fortune (1975) - Once Is Not Enough (1975) - Farewell, My Lovely (1975) - I Will... I Will... For Now (1976) - The Bad News Bears (1976) - Black Sunday (1977) - Which Way Is Up? (1977) - Casey's Shadow (1978) - The Cheap Detective (1978) - Norma Rae (1979) - Tom Horn (1980) - Back Roads (1981) - Zorro: The Gay Blade (1981) |  | - Blue Thunder (1983) - Cross Creek (1983) - Scarface (1983) - Runaway (1984) - Out of Control (1985) - Beyond Reason (1985) - Jo Jo Dancer, Your Life Is Calling (1986) - Nothing in Common (1986) - Real Men (1987) - Overboard (1987) - Physical Evidence (1989) - Steel Magnolias (1989) - Internal Affairs (1990) - The Guardian (1990) - Navy Seals (1990) - HouseSitter (1992) - Cool World (1992) - The Meteor Man (1993) - Clifford (1994) - Star Trek: Generations (1994) - The Grass Harp (1995) - Letters from a Killer (1998) - The Prime Gig (2000) - Deuces Wild (2002) |

### Als acteur (selectie)
- Dragnet (1958)
- The Gun Runners (1958)
- Perry Mason (1960)
- The Magnificent Seven (1960)
- The Twilight Zone (1961)

## Prijzen en nominaties
| Film / Serie                           | Categorie                               | Uitslag       |
| Academy Award                          | Academy Award                           | Academy Award |
| -------------------------------------- | --------------------------------------- | ------------- |
| Chinatown (1974)                       | Beste camerawerk                        | Genomineerd   |
| BAFTA Award                            |                                         |               |
| Chinatown (1974)                       | Beste camerawerk                        | Genomineerd   |
| Emmy Award                             |                                         |               |
| World War II: When Lions Roared (1994) | Beste camerawerk (miniserie of tv-film) | Genomineerd   |
| Lansky (1999)                          | Beste camerawerk (miniserie of tv-film) | Genomineerd   |
| Fail Safe (2000)                       | Beste belichtingswerk (elektronisch)    | Gewonnen      |